# Kasciuszkawa
Kasciuszkawa (biał. Касцюшкава; ros. Костюшково, Kostiuszkowo) – wieś na Białorusi, w obwodzie mohylewskim, w rejonie horeckim, w sielsowiecie Lenino. W 2009 roku liczyła 88 mieszkańców.
Do 1969 roku nosiła nazwę Tryhubawa (biał. Трыгубава; ros. Тригубово, Trigubowo; pol. Trygubowa), nazwę zmieniono na pamiątkę 1 Polskiej Dywizji Piechoty im. Tadeusza Kościuszki, która terenie wsi walczyła w bitwie pod Lenino.